# Turbina Tesli

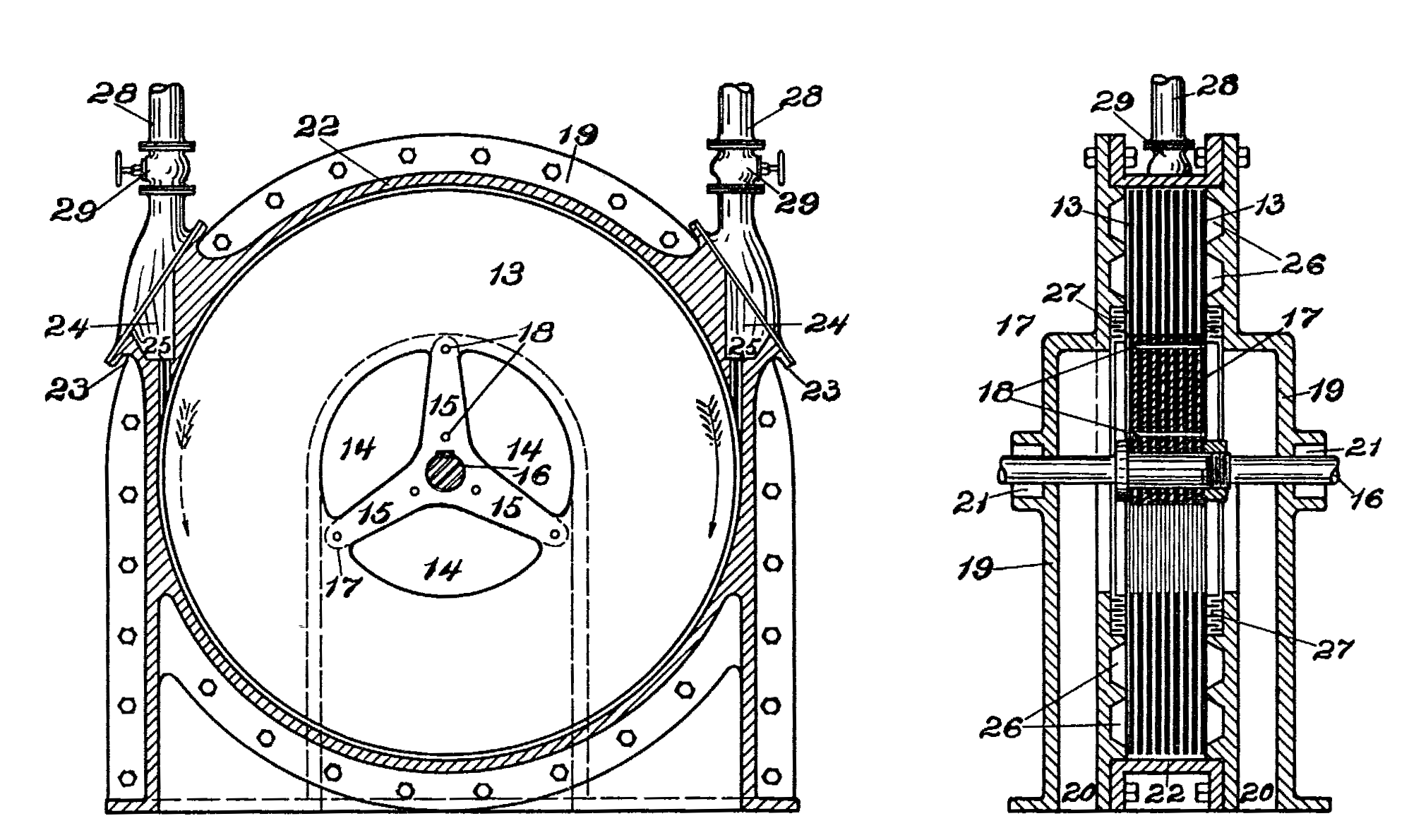
Turbina Tesli

Turbina Tesli (turbina talerzowa) – turbina konstrukcji Nikoli Tesli, wykorzystująca zjawisko adhezji do przeniesienia ruchu płynu na ruch obrotowy równolegle ustawionych talerzy, zamocowanych na osi w niewielkich odstępach (rzędu 0,5 mm). Gaz lub ciecz jest wprowadzana przez dyszę ustawioną w płaszczyźnie obrotu talerzy pomiędzy talerze. Talerze mają wokół osi otwory pozwalające na wypływ płynu. Obieg czynnika jest spiralny – od krawędzi zewnętrznej do środka.
Turbina dzięki prostej budowie i wykorzystaniu adhezji warstwy przyściennej, a nie sił tarcia, pozwala na osiągnięcie wysokiej sprawności przy niewielkim ciężarze.
Kanał zaworowy został opatentowany pod nr US1329559, a turbina pod nr US1061206.
Tesla zbudował kilka działających turbin, ale pomysł nie znalazł uznania wśród ówczesnych i został storpedowany jako wynalazek niedorzeczny.
Turbina Tesli wykorzystana została np. w nuklearnych okrętach podwodnych – przy zasilaniu parą, szybkoobrotowych wiertłach dentystycznych – zasilana sprężonym powietrzem, jako wysokowydajna pompa do cieczy – dzięki odwróceniu przepływu.